# Múte Bourup Egede
 (août 2022).
Si vous disposez d'ouvrages ou d'articles de référence ou si vous connaissez des sites web de qualité traitant du thème abordé ici, merci de compléter l'article en donnant les références utiles à sa vérifiabilité et en les liant à la section « Notes et références ».
 (août 2022).
La mise en forme du texte ne suit pas les recommandations de Wikipédia : il faut le « wikifier ».
Les points d'amélioration suivants sont les cas les plus fréquents :
- Les titres sont pré-formatés par le logiciel. Ils ne sont ni en capitales, ni en gras.
- Le texte ne doit pas être écrit en capitales (les noms de famille non plus), ni en gras, ni en italique, ni en « petit »…
- Le gras n'est utilisé que pour surligner le titre de l'article dans l'introduction, une seule fois.
- L'italique est rarement utilisé : mots en langue étrangère, titres d'œuvres, noms de bateaux, etc.
- Les citations ne sont pas en italique mais en corps de texte normal. Elles sont entourées par des guillemets français : « et ».
- Les listes à puces sont à éviter, des paragraphes rédigés étant largement préférés. Les tableaux sont à réserver à la présentation de données structurées (résultats, etc.).
- Les appels de note de bas de page (petits chiffres en exposant, introduits par l'outil «  Source ») sont à placer entre la fin de phrase et le point final[comme ça].
- Les liens internes (vers d'autres articles de Wikipédia) sont à choisir avec parcimonie. Créez des liens vers des articles approfondissant le sujet. Les termes génériques sans rapport avec le sujet sont à éviter, ainsi que les répétitions de liens vers un même terme.
- Les liens externes sont à placer uniquement dans une section « Liens externes », à la fin de l'article. Ces liens sont à choisir avec parcimonie suivant les règles définies. Si un lien sert de source à l'article, son insertion dans le texte est à faire par les notes de bas de page.
- La présentation des références doit suivre les conventions bibliographiques. Il est recommandé d'utiliser les modèles {{Ouvrage}}, {{Chapitre}}, {{Article}}, {{Lien web}} et/ou {{Bibliographie}}. Le mode d'édition visuel peut mettre en forme automatiquement les références.
- Insérer une infobox (cadre d'informations à droite) n'est pas obligatoire pour parachever la mise en page.

Pour une aide détaillée, merci de consulter Aide:Wikification.
Si vous pensez que ces points ont été résolus, vous pouvez retirer ce bandeau et améliorer la mise en forme d'un autre article.
Múte Bourup Egede (prononcé [mut͡sːi ˈpou̯ʁɔp ˈeːəðə]), né le 11 mars 1987 à Nuuk, est un homme politique groenlandais. Membre de l'Inatsisartut, le parlement du Groenland, depuis 2015 et président du parti Inuit Ataqatigiit (IA) depuis 2018, il est Premier ministre de 2021 à 2025.

## Jeunesse et formation
Múte Bourup Egede est né à Nuuk, mais a grandi à Narsaq dans le sud du Groenland. Il a fréquenté le lycée de Qaqortoq avant de commencer en 2007 des études d'histoire culturelle et sociale à l'université du Groenland.
Entre 2011 et 2012, il est vice-président de KISAQ, la Greenlandic Academic Student Society. Il ne termine pas ses études car il les abandonne en 2013 pour reprendre une entreprise familiale de fourrage dirigée par son père.

## Carrière politique
En 2007, Múte Bourup Egede devient membre du parlement de la jeunesse groenlandaise, l'Inuusuttut Inatsisartui et de 2013 à 2015, il est président de l'Inuusuttut Ataqatigiit, l'aile jeunesse de l'Inuit Ataqatigiit.
Aux élections législatives danoises de 2015, Múte Bourup Egede est candidat au Folketing pour Inuit Ataqatigiit. Il reçoit 2 131 votes, ce qui n'est pas suffisant pour être élu.
Entre 2016 et 2018, Egede est ministre des matières premières et du marché du travail, où il est simultanément — pendant trois mois en 2017 — ministre par intérim des communes, des hameaux, des quartiers périphériques, de l'infrastructure et du logement.
Le 1er décembre 2018, il est élu président d'Inuit Ataqatigiit, parti politique socialiste démocratique, succédant à Sara Olsvig. En phase avec la ligne de son parti, Egede est un défenseur de l'indépendance du Groenland.
Aux élections législatives groenlandaises de 2021, il mène sa formation politique qui devient, avec 36,6 % des voix, le plus grand parti au parlement. Avec 3 380 voix, Egede est le candidat qui obtient le plus de votes personnels aux élections, avec plus de 1 500 voix de plus que le Premier ministre en exercice Kim Kielsen du Siumut. Le 16 avril 2021, IA annonce avoir formé avec Naleraq une coalition qui détient 16 sièges sur 31 au parlement. Atassut, qui détient deux sièges, ne souhaite pas entrer dans une coalition pro-indépendance mais décide de lui apporter son soutien. Le 23 avril, Egede est confirmé par le parlement et devient le plus jeune Premier ministre du Groenland.
Le 23 septembre suivant, il reçoit la médaille d'or de l'ordre groenlandais du Mérite Nersornaat.
Lors des élections législatives du 11 mars 2025, son parti recule lourdement, en obtenant 21,4 % des voix et en terminant à la troisième place. Le 28 mars, il devient ministre des Finances dans le gouvernement formé par Jens Frederik Nielsen après le scrutin.

## Vie privée
Múte Bourup Egede a une fille avec sa compagne, Tina Chemnitz[réf. nécessaire].